# 谷謹一郎
谷 謹一郎（たに きんいちろう）は、明治時代の大蔵官僚、実業家。幕末に豊後佐伯藩に生まれ、維新後大蔵省に出仕、松方正義秘書を務めた後、民間に下り、日本生命保険取締役、日本勧業銀行理事、富士製紙常務取締役、川崎造船所常務取締役、東海生命社長等を務めた。

## 生涯

### 生い立ち
嘉永元年（1848年）8月23日、豊後佐伯藩士泥谷永祚の長男として生まれた。7歳で藩校四教堂に入学し、10歳で秋月橘門に句読を学んだ。明治2年（1869年）橘門に従い東京に上り、慶應義塾で英語を学んだ。上京後、泥谷（ひじや）姓を改め、谷姓を称した。

### 大蔵省出仕
松方正義が九州を巡回した際に知遇を得、明治4年（1871年）内務省、大蔵省に出仕した。1875年（明治8年）大阪造幣局に勤務した後、1877年（明治10年）帰京し、大蔵大臣秘書官、総理大臣秘書官等を歴任した。1877年（明治10年）パリ万国博覧会事務官随行を命じられ、松方正義に随いイギリス、ベルギー、オランダ、ドイツ、スイスを歴訪した。
1880年（明治13年）3月内務省に転勤、10月大蔵省に戻り、1881年（明治14年）3月内国勧業博覧会審査書記を務めた。1881年（明治14年）11月農商務大書記官前田正名の欧米視察に同行、1883年（明治16年）4月大蔵省に戻り報告課事務を行った後、11月26日権少書記官となった。1886年（明治19年）3月9日松方正義大蔵大臣秘書官となり、1891年（明治24年）第1次松方内閣、1896年（明治29年）第2次松方内閣では内閣総理大臣秘書官を兼任した。
1893年（明治26年）、1891年（明治24年）6月大蔵官僚稲垣兼太郎非職満期時の恩給給付を失念していたことが発覚、5月13日譴責を受け、6月13日「省務ノ都合二依リ」依願退職した。

### 退官後
退官後は民間に下り、1893年（明治26年）7月日本生命保険相談役に就任、1894年（明治27年）1月27日取締役、1897年（明治30年）5月30日辞任した。1897年（明治30年）6月19日日本勧業銀行設立に際し理事に就任、1900年（明治33年）6月19日任期満了により監査役。1911年（明治44年）12月25日川崎造船所取締役就任。その他、富士製紙取締役、東海生命社長等も務めている。
晩年は病気がちとなり、療養のため頻繁に湘南を訪れ、辻堂、片瀬、小田原、前川、国府津等に滞在し、漢詩を詠み、『湘南稿』等に纏めた。
1914年（大正3年）春胸膜炎により日本赤十字社病院に入院し、11月8日午後10時30分赤坂区高樹町20番地の自宅で死去し、同日付で正五位に叙された。墓所は萩中真光寺、戒名は東光院釈明徳朝軒居士。子女は、妻慶子との間に敬信、高信、忠信、豊子（北尾富烈妻）、貞信。女子は5人儲けたが、内4女が早逝した。

## 栄典
- 1883年（明治16年）12月25日 - 正七位[15]
- 1886年（明治19年）7月8日 - 従六位[16]

## 著書
- 『蒙訓 勧学以呂波今様』
- 『谷謹一郎巴里万博日記』 - 調布市在住の孫、谷宏所蔵[17]。パリ、ロンドン、ベルギー・オランダでの日記と、万博事務官長ジャン＝バティスト・セバスチャン・クランツ（フランス語版）の略歴等を含む。
- 『松鶴遐齢集』 松方正義古希紀念集
- 『空也集』 1910年
- 『秋室遺稿』 明石秋室遺稿
- 『余瀝集』 1911年
- 『湘南稿』 1911年
- 『湘南続稿』
- 『湘南別稿』 1912年